# René Hooghiemster
René Hooghiemster (* 30. Juli 1986 in Tytsjerksteradiel) ist ein ehemaliger niederländischer Radrennfahrer.
René Hooghiemster begann seine internationale Karriere 2007 bei dem niederländischen Continental Team Löwik Meubelen. 2011 gewann er eine Etappe der Tour du Loir-et-Cher. Im Jahr 2018 belegte er beim GP Horsens, einem Eintagesrennen der ersten UCI-Kategorie, den fünften Platz.
Nach Ablauf der Saison 2020 beendete Hooghiemster seine internationale Sportlaufbahn.

## Erfolge
2019
- Omloop der Kempen

2011
- eine Etappe Tour du Loir-et-Cher